# 渡辺裕子
渡辺 裕子（わたなべ ゆうこ、1984年12月22日 - ）は、山梨県南巨摩郡増穂町（現富士川町）出身の卓球選手。

## 経歴
増穂町立増穂中学校在籍時、関東大会でシングルス優勝。卒業後仙台育英学園高等学校に進学し、2度の団体優勝を経験。2002年インターハイでは、同じ高校の平野早矢香とのダブルスで優勝。
2003年、中央大学文学部に入学。2006年の全日本学生卓球選手権大会で女子シングルス優勝。女子卓球部の主将を務めた。第16回世界大会予選4位通過で日本代表入り。
2007年、ミキハウスに入社。2009年1月、全日本選手権シングルスで初のベスト8入り。
2009年3月、日立化成工業に移籍。同年5月10日にはジャンクSPORTSに出演した。
2010年12月30日にイギリスに駐在中の商社マンと結婚し2011年3月で引退することを表明、2011年1月の全日本選手権では同年5月の第51回世界卓球選手権個人戦代表に内定している若宮三紗子を破りベスト8に入った。3月31日付けで同僚の藤沼亜衣と共に現役を引退。

## 主な戦績
- 1992年 - 全日本卓球選手権 バンビの部3位
- 1999年 - 関東中学卓球選手権 シングルス優勝
- 1999年 - 東京卓球選手権大会 カデットの部優勝
- 2001年 - 全国高等学校総合体育大会卓球競技大会（インターハイ） ダブルス部準優勝
- 2002年 - 全国高等学校総合体育大会卓球競技大会 ダブルス優勝
- 2003年 - 全日本卓球選手権 ダブルス3位
- 2005年 - 全日本卓球選手権 ダブルス3位
- 2006年 - 全日本学生卓球選手権大会 シングルス優勝
- 2008年 - 全日本卓球選手権 ダブルス3位
- 2009年 - 全日本卓球選手権 シングルス6位 ダブルス3位
- 2009年 - ジャパントップ12卓球大会 3位
- 2010年 - 全日本卓球選手権 シングルス7位 ダブルス7位[1]
- 2011年 - 全日本卓球選手権 シングルス6位[7]